# Myszyca

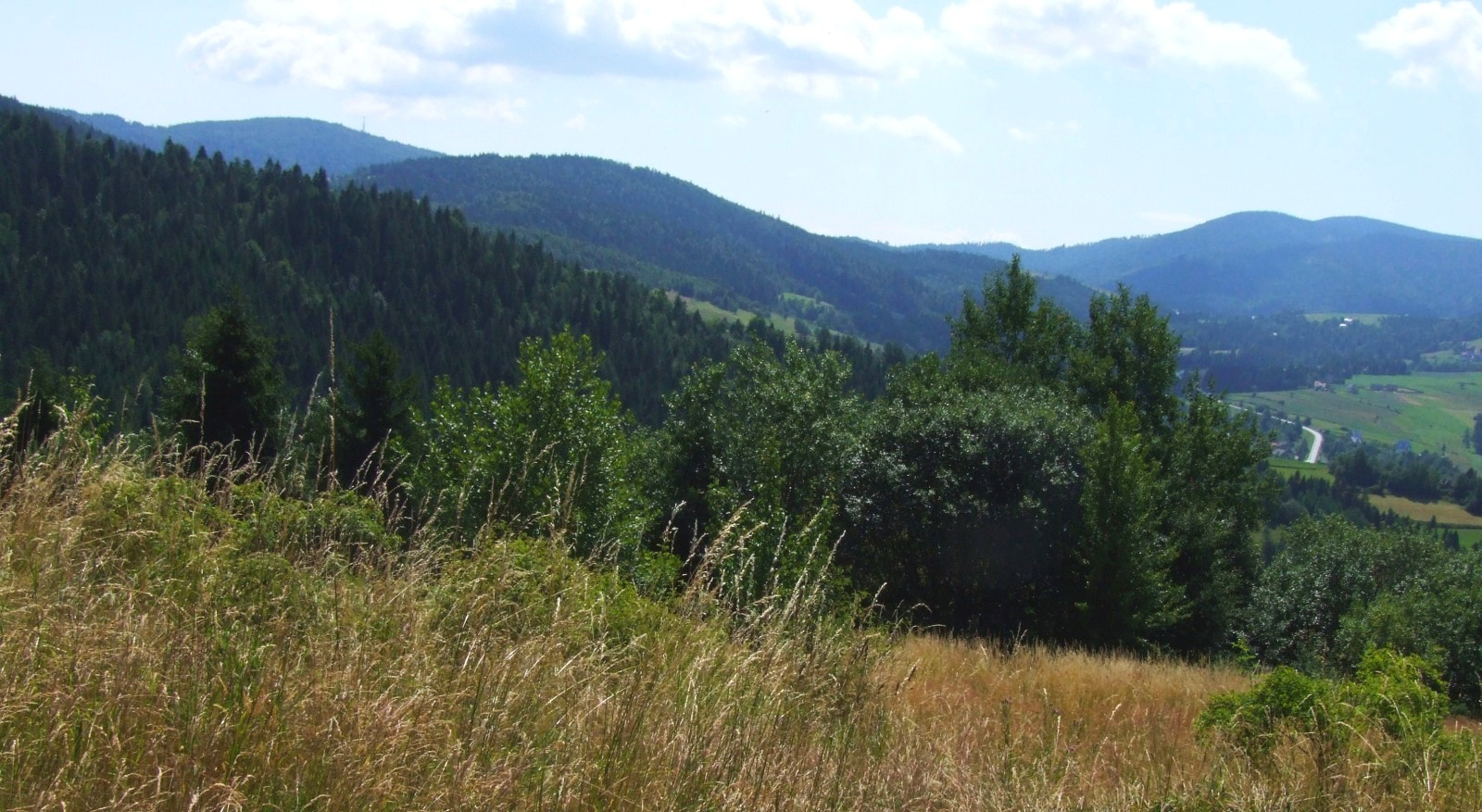
W głębi Gorce Od lewej: Kiczora Kamienicka, Myszyca, Przełęcz Przysłop, a ponad nią Gorc

Myszyca (877 m) – szczyt w Beskidzie Wyspowym. Znajduje się na grzbiecie łączącym Jasień poprzez Przełęcz Przysłop z Gorcami. W grzbiecie tym kolejno wyróżnia się: Jasień (1063 m), Miznówka (969 m), Przełęcz Przysłopek, Myszyca (877 m) i przełęcz Przysłop (750 m). Myszyca wznosi się ponad miejscowością Lubomierz i przebiega przez nią dział wodny między zlewniami Dunajca i Raby. Potoki spływające z zachodnich zboczy Myszycy uchodzą do Mszanki (zlewnia Raby), ze zboczy wschodnich do Kamienicy (zlewnia Dunajca).
Na grzbiecie Myszycy znajduje się kilka polan: Szczypta, Nowa Polana, Przysłopek. Dawniej tętniły życiem pasterskim, wypasali tutaj mieszkańcy Lubomierza, należący do etnicznej grupy górali zwanych Zagórzanami. W latach 60. XX wieku Polska Akademia Nauk prowadziła na polanach Myszycy szczegółowe obserwacje pasterstwa.
Przez Myszycę prowadzi szlak turystyczny. Dawniej prowadził jej szczytem, w 2017 r. wyznakowany został inaczej; trawersuje jej zachodnie zbocza omijając szczyt i schodząc do asfaltowej drogi z Lubomierza na przełęcz Przysłopek.

## Szlaki turystyki pieszej
przełęcz Przysłop – Nowa Polana – Myszyca – przełęcz Przysłopek – Okolczyska – Miznówka – Jasień. Czas przejścia:  1:50 h, ↓ 1:15 h